# Флаг Новгородской области
Флаг Новгородской области является символом Новгородской области Российской Федерации. 
По расположению и цвету полос напоминает флаг Франции.
Флаг утверждён 24 декабря 2007 года законом Новгородской области № 223-ОЗ и внесён в Государственный геральдический регистр Российской Федерации с присвоением регистрационного номера 3917.

## Описание

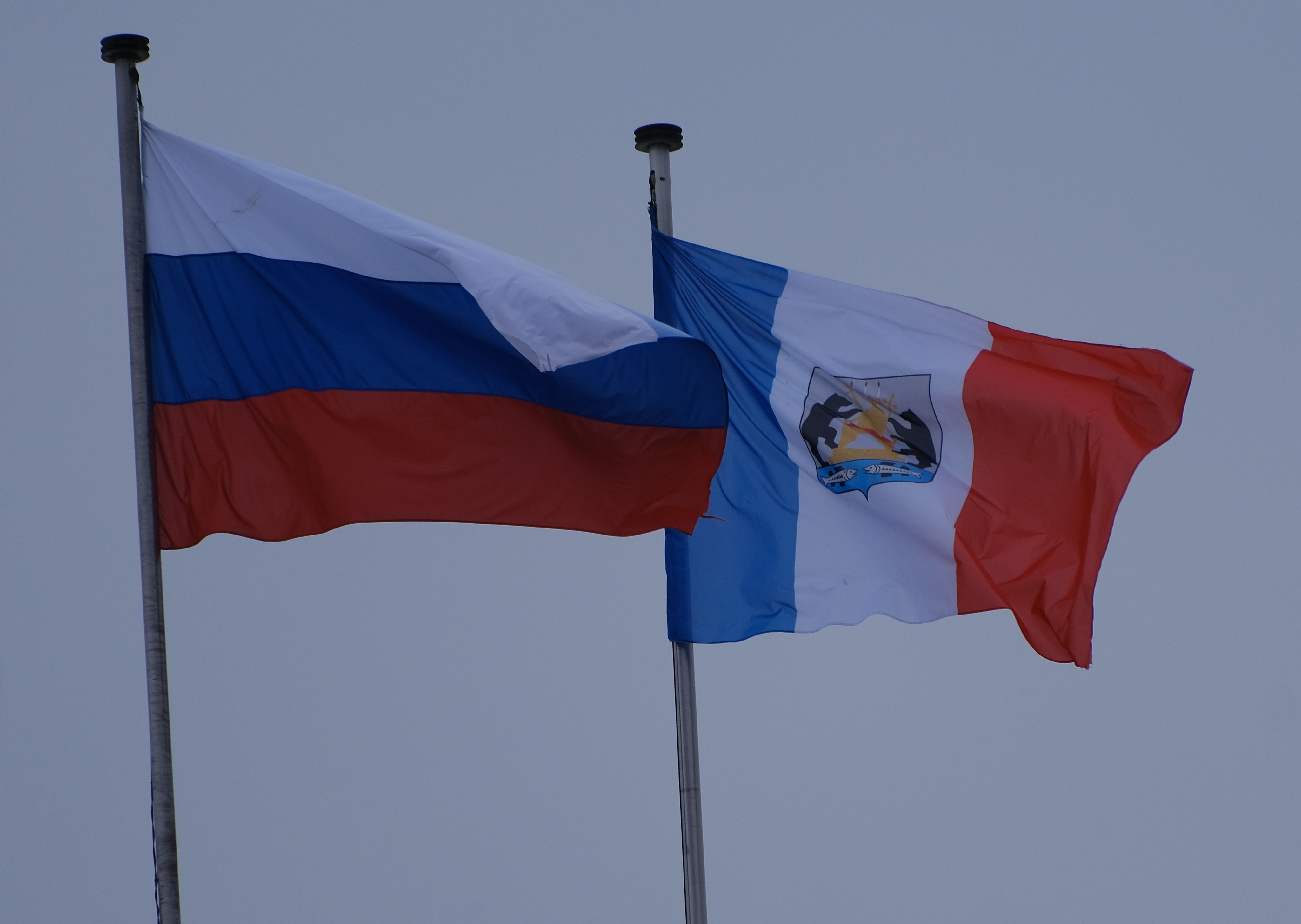
Флаги России и Новгородской области

Флаг Новгородской области представляет собой прямоугольное полотнище с отношением ширины к длине 2 : 3, состоящее из трёх вертикальных полос, соотносящихся между собой как 1 : 2 : 1, синего (у древка), белого (в центре) и красного цветов. В центре белой полосы в щите французской формы серого цвета, ширина которого равна 1/4 длины полотнища (отделённом от полотнища контуром чёрного цвета), на оконечности синего цвета, обременённой двумя соображёнными рыбами белого цвета, на возвышении в две ступени жёлтого цвета поддерживаемое по сторонам двумя медведями чёрного цвета кресло с подлокотниками и высокой спинкой жёлтого цвета, увенчанной трёхсвечником жёлтого цвета со свечами белого цвета, горящими пламенами красного цвета и с подушкой красного цвета, на которой поставлены накрест архиепископский посох и скипетр жёлтого цвета.

## Флаги муниципальных образований
На 1 января 2021 года в Новгородской области насчитывалось 120 муниципальных образований — 1 городской округ, 4 муниципальных округа, 17 муниципальных районов, 17 городских поселений и 81 сельское поселение.

### Флаг городского округа
| Флаг | Наименование                            | Дата утверждения | Номер в ГГР |
| ---- | --------------------------------------- | ---------------- | ----------- |
|      | Флаг городского округа Великий Новгород | 29 ноября 2010   | 6683        |

### Флаги муниципальных округов
| Флаг       | Наименование                            | Дата утверждения | Номер в ГГР |
| ---------- | --------------------------------------- | ---------------- | ----------- |
|            | Флаг Волотовского муниципального округа | 28 февраля 2011  | 6892        |
| нет данных | Флаг Марёвского муниципального района   |                  |             |

| Флаг | Наименование                            | Дата утверждения           | Номер в ГГР |
| ---- | --------------------------------------- | -------------------------- | ----------- |
|      | Флаг Солецкого муниципального округа    | 27 марта 2014              | 9361        |
|      | Флаг Хвойнинского муниципального округа | 15 мая 2012 18 ноября 2020 | 7747        |

### Флаги муниципальных районов
| Флаг | Наименование                            | Дата утверждения | Номер в ГГР |
| ---- | --------------------------------------- | ---------------- | ----------- |
|      | Флаг Батецкого муниципального района    | 23 июня 2010     | 6303        |
|      | Флаг Боровичского муниципального района | 27 мая 2010      |             |
|      | Флаг Валдайского муниципального района  | 28 сентября 2011 | 7270        |
|      | Флаг Демянского муниципального района   | 29 сентября 2005 | 2091        |
|      | Флаг Крестецкого муниципального района  | 21 сентября 2012 | 7960        |
|      | Флаг Любытинского муниципального района | 19 августа 2016  | 11546       |

| Флаг | Наименование                              | Дата утверждения           | Номер в ГГР |
| ---- | ----------------------------------------- | -------------------------- | ----------- |
|      | Флаг Маловишерского муниципального района | 26 февраля 2015            | 10315       |
|      | Флаг Мошенского муниципального района     | 20 декабря 2005            |             |
|      | Флаг Новгородского муниципального района  | 28 мая 1998 18 ноября 2010 | 315         |
|      | Флаг Поддорского муниципального района    | 31 декабря 2010            | 6685        |
|      | Флаг Старорусского муниципального района  | 17 февраля 2003            |             |
|      | Флаг Чудовского муниципального района     | 30 сентября 2008           | 4581        |

### Флаги городских поселений
| Флаг | Наименование                                                                 | Дата утверждения | Номер в ГГР |
| ---- | ---------------------------------------------------------------------------- | ---------------- | ----------- |
|      | Флаг городского поселения города Боровичи Боровичского муниципального района | 31 января 2012   | 7568        |
|      | Флаг Валдайского городского поселения Валдайского муниципального района      | 26 января 2007   |             |

| Флаг | Наименование                                                                           | Дата утверждения | Номер в ГГР |
| ---- | -------------------------------------------------------------------------------------- | ---------------- | ----------- |
|      | Флаг Пестовского городского поселения Пестовского муниципального района                | 18 августа 2011  | 7329        |
|      | Флаг муниципального образования город Старая Русса Старорусского муниципального района | 28 февраля 2012  |             |

### Флаги упразднённых муниципальных образований
| Флаг | Наименование | Дата утверждения | Номер в ГГР |
| Законом Новгородской области от 27 марта 2020 года № 532−ОЗ все муниципальные образования Солецкого муниципального района были преобразованы в Солецкий муниципальный округ. | Законом Новгородской области от 27 марта 2020 года № 532−ОЗ все муниципальные образования Солецкого муниципального района были преобразованы в Солецкий муниципальный округ. | Законом Новгородской области от 27 марта 2020 года № 532−ОЗ все муниципальные образования Солецкого муниципального района были преобразованы в Солецкий муниципальный округ. | Законом Новгородской области от 27 марта 2020 года № 532−ОЗ все муниципальные образования Солецкого муниципального района были преобразованы в Солецкий муниципальный округ. |
| --- | --- | --- | --- |
| | Флаг Солецкого городского поселения Солецкого муниципального района | 24 февраля 2011 | 6579 |

### Упразднённые флаги
| \| Флаг \| Наименование \| Дата утверждения \| Дата отмены \| \| ---- \| ------------------------------------------------------------------ \| -------------------- \| -------------------------------------- \| \| \| Флаг Новгорода (с 11 июня 1999 года — Флаг Великого Новгорода[26]) \| 14 апреля 1994[27] \| 21 декабря 2006[28] 12 января 2010[29] \| \| \| Флаг городского округа Великий Новгород \| 21 декабря 2006[28] \| 28 июня 2007[30] \| \| \| Флаг городского округа Великий Новгород \| 28 июня 2007[30] \| 29 апреля 2008[31] \| \| \| Флаг городского округа Великий Новгород (номер в ГГР 4583) \| 29 апреля 2008[31] \| 29 ноября 2010[2] \| \| \| Флаг муниципального образования город Валдай и Валдайский район \| 23 декабря 1996[32] \| 28 сентября 2011[9] \| \| \| Флаг Волотовского муниципального района \| 30 сентября 2010[33] \| 28 февраля 2011[34] \| \| \| Флаг Демянского муниципального района \| 7 июля 2005[35] \| 29 сентября 2005[10] \| |                                                                 |                  |                                |
| Флаг | Наименование                                                    | Дата утверждения | Дата отмены                    |
| | Флаг Новгорода (с 11 июня 1999 года — Флаг Великого Новгорода)  | 14 апреля 1994   | 21 декабря 2006 12 января 2010 |
| | Флаг городского округа Великий Новгород                         | 21 декабря 2006  | 28 июня 2007                   |
| | Флаг городского округа Великий Новгород                         | 28 июня 2007     | 29 апреля 2008                 |
| | Флаг городского округа Великий Новгород (номер в ГГР 4583)      | 29 апреля 2008   | 29 ноября 2010                 |
| | Флаг муниципального образования город Валдай и Валдайский район | 23 декабря 1996  | 28 сентября 2011               |
| | Флаг Волотовского муниципального района                         | 30 сентября 2010 | 28 февраля 2011                |
| | Флаг Демянского муниципального района                           | 7 июля 2005      | 29 сентября 2005               |